# ŽOK Split 1700
Ženski Odbojkaški Klub Split 1700; ŽOK Split 1700, chorwacki żeński klub siatkarski, powstały w 1979 r. w Splicie.